# Protapanteles parallelus
Protapanteles parallelus är en stekelart som först beskrevs av Lyle 1917.  Protapanteles parallelus ingår i släktet Protapanteles och familjen bracksteklar. Inga underarter finns listade i Catalogue of Life.